# Подбрег (Камник)
Подбрег (словен. Podbreg) — поселення в общині Камник, Осреднєсловенський регіон, Словенія. Висота над рівнем моря: 579,9 м.